# Paweł Denn
Paweł (Paul) Denn (chiń. 汤爱玲; pinyin Tāng Àilíng; ur. 1 kwietnia 1847 w Lille, zm. 20 lipca 1900 w Zhujiahe, prowincja Hebei w Chinach) – francuski jezuita, misjonarz, męczennik, święty Kościoła katolickiego.

## Życiorys
Ojciec Pawła Denn, który był nauczycielem, zmarł, gdy on miał 2 lata. Jego matka musiała pracować, żeby utrzymać piątkę dzieci. Z powodu biedy Paweł Denn poszedł do pracy w wieku 14 lat.
6 lipca 1872 r. wstąpił do nowicjatu jezuitów, a następnie został wysłany do Chin. 19 grudnia 1880 r. przyjął święcenia kapłańskie. Rozpoczął 3 lata ewangelizacji w Fanjiageda. Później został wyznaczony na rektora kolegium Changjizhuang w powiecie Xian, a w 1897 r. został proboszczem w Gucheng.
Podczas powstania bokserów w Chinach doszło do prześladowania chrześcijan. Ojciec Leon Mangin ufortyfikował wieś Zhujiahe, w której miał siedzibę, tak jak to było tylko możliwe, żeby zabezpieczyć przed atakami. Następnie zaproponował ojcu Denn, żeby się tam przeniósł. 15 lipca 1900 r. bokserzy zaatakowali wieś, ale nie udało im się jej zdobyć, podobnie atak następnego dnia skończył się porażką. Dopiero, gdy zostali wzmocnieni przez ok. 2000 żołnierzy armii cesarskiej, zdobyli wieś 20 lipca. Ojciec Mangin i Denn zebrali w kościele pewną liczbę wiernych, którzy nie chcieli wyrzec się wiary i modlili się z nimi. Tylko kilka osób skorzystało z oferty bokserów, że zostaną oszczędzeni jeżeli wyrzekną się wiary. Zostali zamordowani w kościele podczas modlitwy razem z wieloma wiernymi. Następnie bokserzy podpalili kościół. Szczątki pozostały na miejscu męczeństwa do 1901 r., kiedy zostały zebrane i pochowane w nowym kościele zbudowanym w tym samym miejscu.

## Dzień wspomnienia
9 lipca w grupie 120 męczenników chińskich

## Proces beatyfikacyjny i kanonizacyjny
Został beatyfikowany 17 kwietnia 1955 r. przez Piusa XII w grupie Leon Mangin i 55 Towarzyszy. Kanonizowany w grupie 120 męczenników chińskich 1 października 2000 r. przez Jana Pawła II.